# Окуньозеро
Окуньозеро — озеро на территории Пиндушского городского поселения Медвежьегорского района Республики Карелия.

## Общие сведения
Площадь озера — 1,1 км². Располагается на высоте 130,8 м над уровнем моря.
Форма озера продолговатая, вытянутая с северо-запада на юго-восток. Берега озера преимущественно заболоченные.
Из северо-западной оконечности озера вытекает Окуньручей, впадающий в Хижозеро.
Код объекта в государственном водном реестре — 01040100611102000018879.